# 岡村氏光鰓雀鯛
岡村氏光鰓雀鯛（学名：Chromis okamurai），又名岡村氏光鰓魚，为辐鳍鱼纲雀鯛科光鰓魚屬下的一个种，该物种主要分布于西北太平洋日本沖繩一带，栖息深度为135米至175米，本魚體呈卵圓形且側扁，體呈白色，眼後至背鰭軟條部以及胸鰭上方延伸至尾柄各具一暗縱帶，背鰭硬棘14枚、背鰭軟條13枚、臀鰭硬棘2枚、臀鰭軟條12枚，体长可达9.4公分，棲息在礁石區，生活習性不明。